# Шицзянь
«Шицзянь» («Ши Цзянь», кит. упр. 实践, пиньинь Shí jiàn, палл. Шицзянь, буквально: «Практика») — серия китайских спутников (ИСЗ). Первый запуск такого спутника произошел в 1971 году. О части запусков этих спутников китайские власти широко оповещают  общественность, о некоторых данные содержатся в секрете.
- Шицзянь-1 (запущен 3 марта 1971)
- Шицзянь-16 и Шицзянь 16-02 (запущен 29 июня 2016)
- Шицзянь-17 (запущен в ноябре 2016 с космодрома Вэньчан, первый успешный запуск РН «Чанчжэн-5») — экспериментальный спутник для демонстрации технологий ионного двигателя, также имеет руку-манипулятор для сборки космического мусора[2][3][4]
- Шицзянь-18 (запущен 2 июля 2017 РН «Чанчжэн-5», однако из-за неисправности на орбиту не вышел) — 7-тонный спутник связи, построенного на новой спутниковой платформе DFH-5[кит.] (Dongfanghong program[англ.])
- Шицзянь-20 (запущен 27 декабря 2019 РН «Чанчжэн-5») — 8-тонный спутник связи, на замену потерянного спутника «Шицзянь-18»